# Luigi Borgato
Luigi Borgato (Gallarate, 21 febbraio 1963) è un artigiano costruttore di pianoforti italiano.
È considerato "l'ultimo artigiano costruttore di pianoforti a livello mondiale."
Maestro costruttore veneto, è stato artefice della realizzazione di alcuni aspetti costruttivi del pianoforte poi divenuti oggetto di brevetto.

## Biografia
Nel 1991, a 28 anni, presenta al pubblico il suo primo pianoforte gran coda da concerto al congresso europeo 'Europiano'.
Luigi Borgato seleziona personalmente i legni e sceglie tutti i materiali e i componenti per la realizzazione dei suoi pianoforti. È inoltre tecnico-accordatore e mette a punto i propri strumenti per concerti e registrazioni assistendo pianisti di fama internazionale.
I pianoforti da lui costruiti sono stati apprezzati da artisti di fama internazionale quali Radu Lupu, András Schiff, Vladimir Askenazi, Rosalyn Tureck, Jerome Rose, Lazar Berman, Maria João Pires, Ingolf Wunder, Antonio Ballista, Bruno Canino, Michele Campanella, Semion Balshem, Jean Guillou, Charlemagne Palestine, Cameron Carpenter, Johannes Skudlik, Giorgio Carnini.
Borgato tiene master di costruzione e tecnologia del pianoforte in Italia e all'estero

## Brevetti

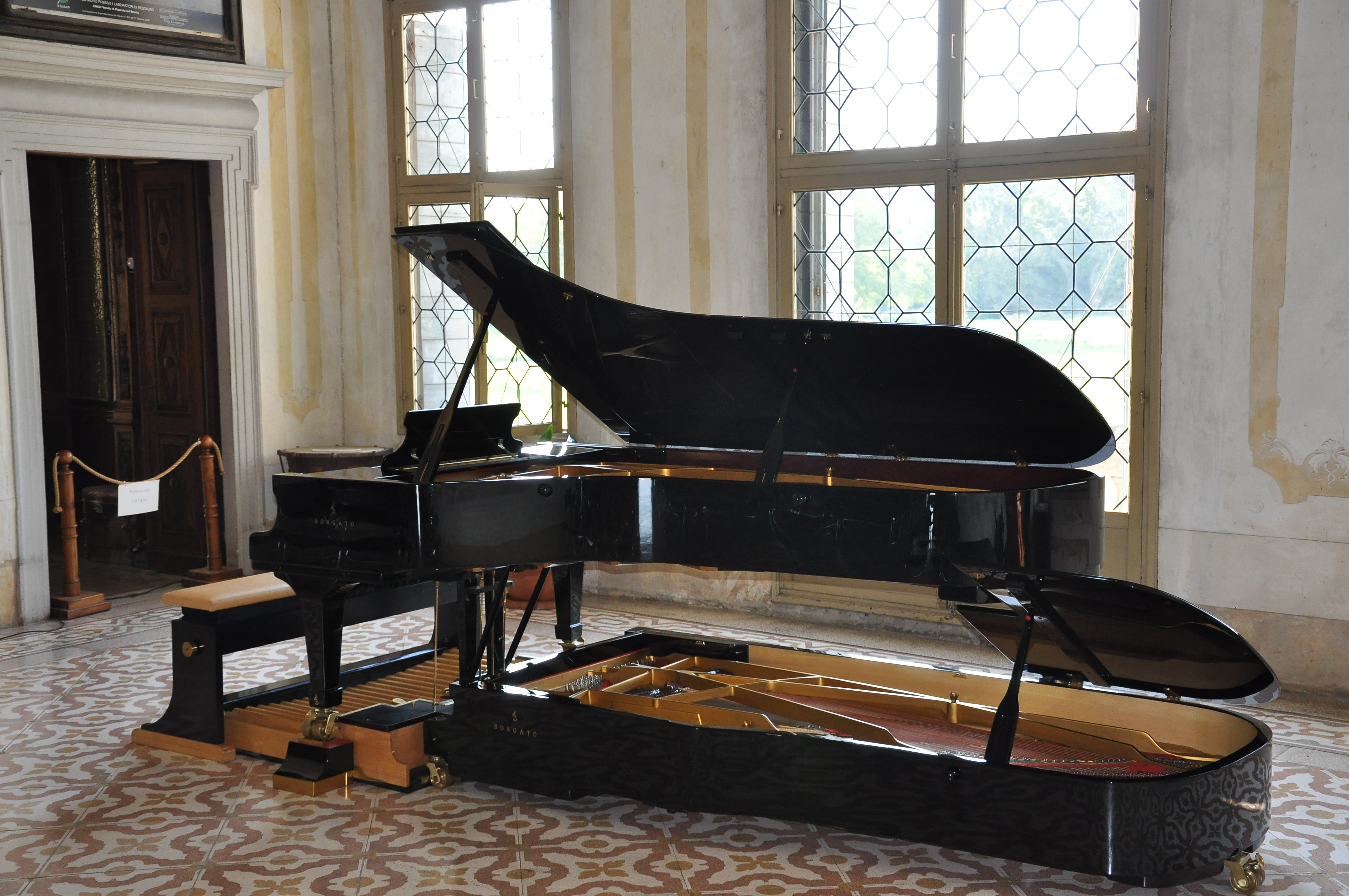
Il Doppio Borgato

Luigi Borgato ha registrato diversi brevetti. Un primo brevetto, a lui riconosciuto nel 1991, riguarda la dotazione dei suoi pianoforti di quattro corde percosse per nota, da metà tastiera agli acuti (dal Fa 349.23 Hz. al Do 4186 Hz.), e di innovativi telai in ghisa.

### Doppio borgato
Un secondo brevetto è del 2000: ispirandosi a composizioni scritte per pianoforte con pedaliera, ha progettato, brevettato, e costruito, un nuovo strumento, il primo doppio pianoforte gran coda da concerto con pedaliera in epoca contemporanea, il DOPPIO BORGATO.	

## Borgato grand prix 333

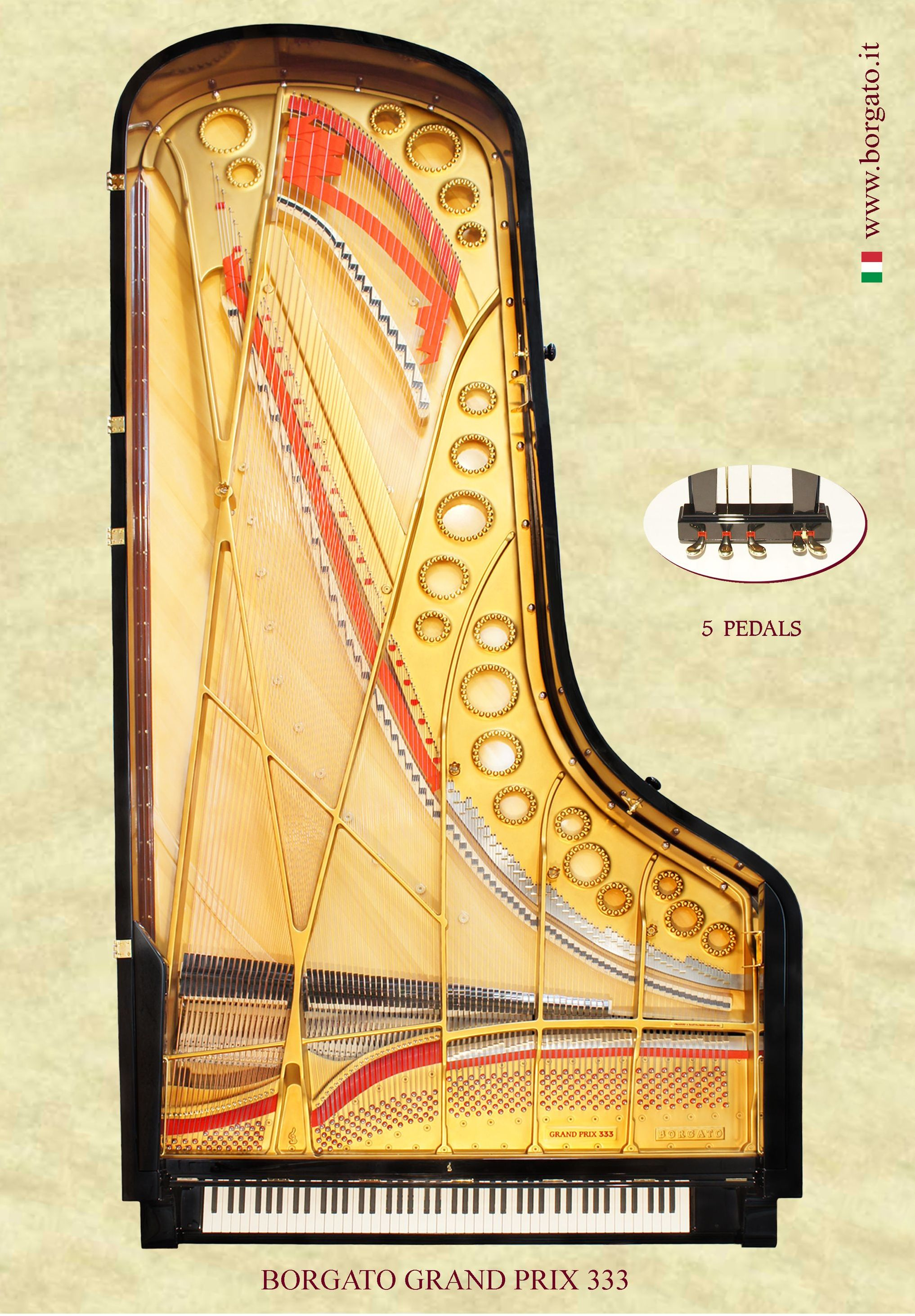
BORGATO GRAND PRIX 333

Nell’agosto 2017 presenta alla stampa la sua ultima creazione; un nuovo record nella categoria dei pianoforti gran coda da concerto da palcoscenico: il BORGATO GRAND PRIX 333, 3 metri e 33 cm di lunghezza.